# Verena Sailer
Verena Sailer (Illertissen, 16 ottobre 1985) è un'ex velocista tedesca, campionessa europea dei 100 metri piani a Barcellona 2010.

## Biografia

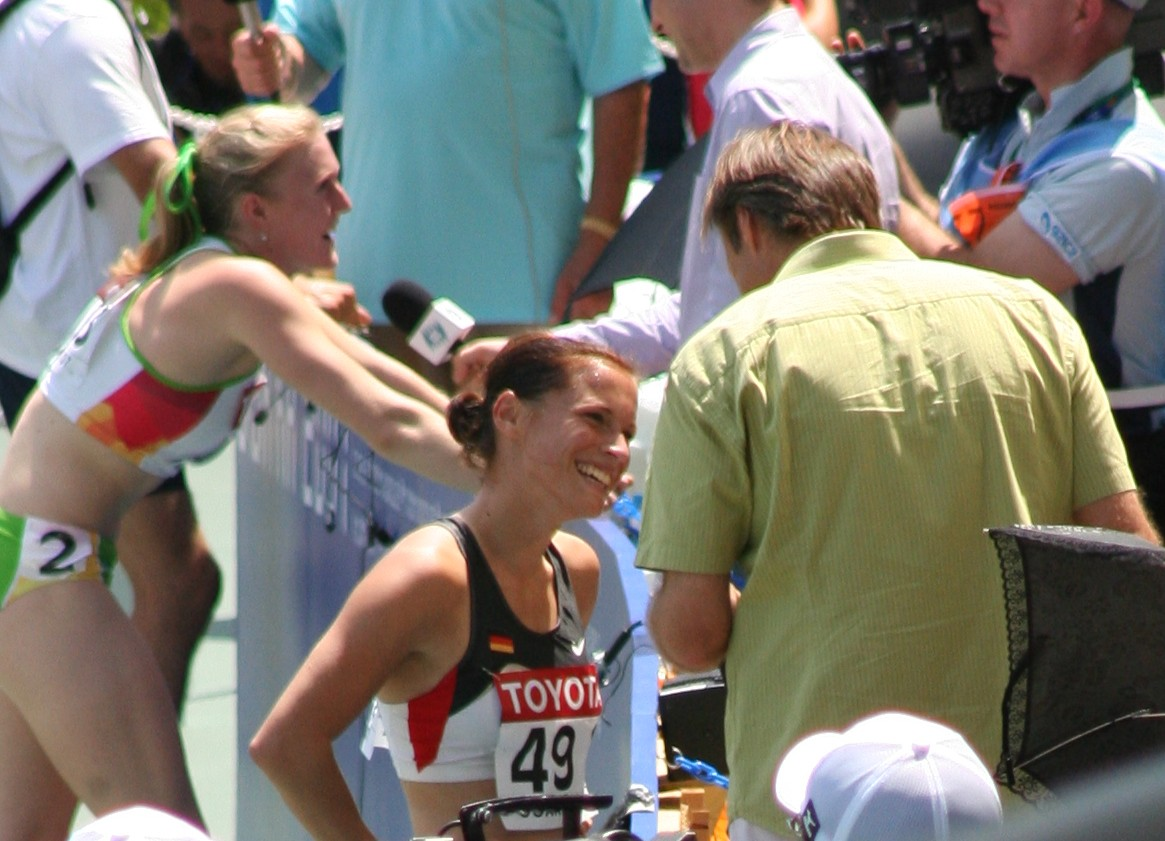
Verena Sailer ai Mondiali del 2007.

Ai Giochi olimpici di Pechino 2008 ha preso parte alla prova della staffetta 4×100 metri con le compagne di nazionale Anne Möllinger, Cathleen Tschirch e Marion Wagner classificandosi in finale al quarto posto con 43"28.
Ai Campionati mondiali di Berlino nel 2009 arriva fino alla semifinale dei 100 metri, dove correndo in 11"24 non riesce a qualificarsi per la finale. Con la staffetta 4×100 metri vince il bronzo con il tempo di 42"87 dietro Giamaica (42"06) e Bahamas (42"29).
L'anno seguente ai Campionati europei di Barcellona, si qualifica per la finale dei 100 metri piani con il miglior tempo di 11"06. In finale corre in 11"10 (nuovo record personale) sopravanzando le francesi Véronique Mang e Myriam Soumaré (rispettivamente seconda e terza). Prende parte anche alla staffetta 4×100 metri, ma la selezione tedesca viene squalificata in semifinale per un errore nel cambio tra Anne Möllinger e Verena Sailer.

## Società
- TSV 1862 Illertissen
- SC Vöhringen
- TV Kempten 1856
- TSV 1860 München/LAC Quelle
- MTG Mannheim

## Palmarès
| Anno | Manifestazione    | Sede       | Evento      | Risultato        | Prestazione | Note                                     |
| ---- | ----------------- | ---------- | ----------- | ---------------- | ----------- | ---------------------------------------- |
| 2004 | Mondiali juniores | Grosseto   | 100 m piani | 5ª               | 11"49       |                                          |
| 2005 | Europei under 23  | Erfurt     | 100 m piani | Bronzo           | 11"53       |                                          |
| 2005 | Europei under 23  | Erfurt     | 4×100 m     | Argento          | 44"89       |                                          |
| 2007 | Europei under 23  | Debrecen   | 100 m piani | Oro              | 11"66       |                                          |
| 2007 | Europei under 23  | Debrecen   | 4×100 m     | Argento          | 43"75       |                                          |
| 2007 | Mondiali          | Osaka      | 100 m piani | Quarti di finale | 11"43       |                                          |
| 2007 | Mondiali          | Osaka      | 4×100 m     | 7ª               | 43"51       |                                          |
| 2008 | Mondiali indoor   | Valencia   | 60 m piani  | Semifinale       | 7"28        |                                          |
| 2008 | Giochi olimpici   | Pechino    | 4×100 m     | 4ª               | 43"28       |                                          |
| 2009 | Europei indoor    | Torino     | 60 m piani  | Bronzo           | 7"22        |                                          |
| 2009 | Mondiali          | Berlino    | 100 m piani | Semifinale       | 11"24       |                                          |
| 2009 | Mondiali          | Berlino    | 4×100 m     | Bronzo           | 42"87       | Miglior prestazione personale stagionale |
| 2010 | Europei           | Barcellona | 100 m piani | Oro              | 11"10       | Miglior prestazione personale            |
| 2010 | Europei           | Barcellona | 4×100 m     | Batteria         | 44"96       |                                          |
| 2012 | Europei           | Helsinki   | 100 m piani | 6ª               | 11"42       |                                          |
| 2012 | Europei           | Helsinki   | 4×100 m     | Oro              | 42"51       | Miglior prestazione personale stagionale |
| 2012 | Giochi olimpici   | Londra     | 100 m piani | Semifinale       | 11"25       |                                          |
| 2012 | Giochi olimpici   | Londra     | 4×100 m     | 5ª               | 42"67       |                                          |
| 2013 | Europei indoor    | Göteborg   | 60 m piani  | 7ª               | 7"16        |                                          |
| 2013 | Mondiali          | Mosca      | 100 m piani | Semifinale       | 11"16       |                                          |
| 2013 | Mondiali          | Mosca      | 4×100 m     | 4ª               | 42"90       |                                          |
| 2014 | Mondiali indoor   | Sopot      | 60 m piani  | 8ª               | 7"18        |                                          |
| 2014 | World Relays      | Nassau     | 4×100 m     | 6ª               | 43"38       |                                          |
| 2014 | Europei           | Zurigo     | 100 m piani | Semifinale       | 11"24       |                                          |
| 2014 | Europei           | Zurigo     | 4×100 m     | Batteria         | dnf         |                                          |
| 2015 | Europei indoor    | Praga      | 60 m piani  | Bronzo           | 7"09        |                                          |
| 2015 | World Relays      | Nassau     | 4×100 m     | Batteria         | dnf         |                                          |
| 2015 | Mondiali          | Pechino    | 100 m piani | Batteria         | 11"41       |                                          |
| 2015 | Mondiali          | Pechino    | 4×100 m     | 5ª               | 42"64       | Miglior prestazione personale stagionale |

## Altre competizioni internazionali
2010
- 4ª in Coppa continentale ( Spalato), 100 metri - 11"26

2013
- Campionati europei a squadre di atletica leggera ( Gateshead)

2014
- Campionati europei a squadre di atletica leggera ( Braunschweig)